# Kościół Wniebowzięcia Najświętszej Maryi Panny i św. Andrzeja Boboli w Sopocie
Kościół św. Andrzeja Boboli i Wniebowzięcia Najświętszej Maryi Panny w Sopocie – rzymskokatolicki kościół parafialny znajdujący się w Sopocie, w województwie pomorskim. Należy do dekanatu Sopot w archidiecezji gdańskiej. Mieści się w dzielnicy Dolny Sopot.

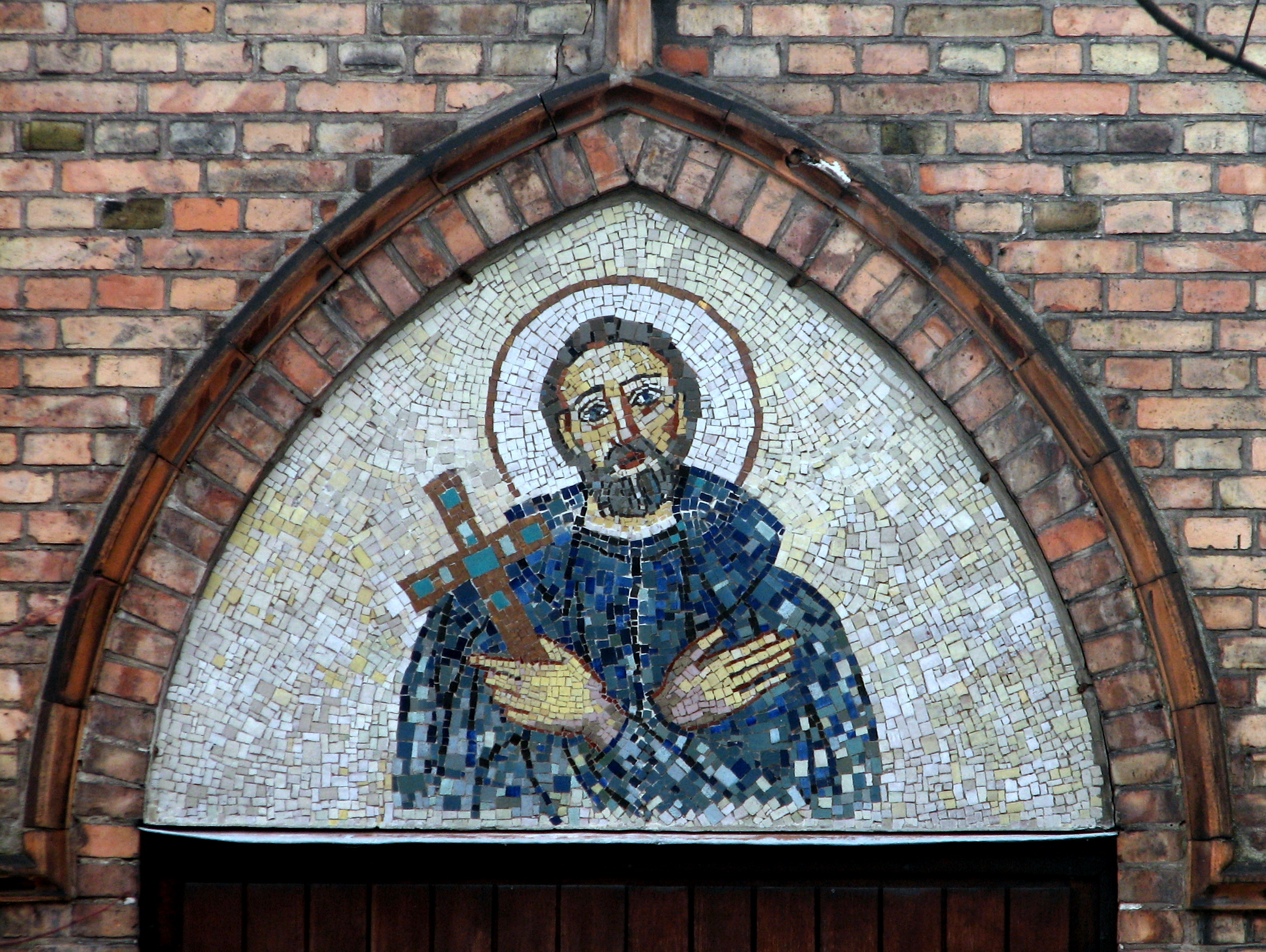
Mozaika św. Andrzeja nad wejściem do kaplicy Wniebowzięcia Najświętszej Maryi Panny

Budowla składa się z części starszej i nowszej. Starsza część to niewielka kaplica murowana wzniesiona z cegły w latach 1869–1870 w stylu neogotyckim. Została zbudowana dzięki bezpłatnym pracom wykonanym przez miejscowych Kaszubów. W dniu 14 sierpnia 1870 roku została poświęcona i otrzymała wezwanie Wniebowzięcia Najświętszej Maryi Panny. Przed II wojną światową nazywano ją kaplicą polską, ponieważ odprawiane były w niej nabożeństwa dla polskich i niemieckich katolików. Gdy w 1902 roku został ukończony pierwszy kościół parafialny w mieście pod wezwaniem Gwiazdy Morza znajdujący się przy ulicy Kościuszki, z kaplicy zaczęli korzystać głównie Kaszubi oraz w sezonie polscy letnicy. Do wyposażenia kaplicy należą dwie drewniane rzeźby: pierwsza to Chrystusa Ukrzyżowanego z końca XV wieku i druga to Matki Boskiej z początku XVI wieku. 12 sierpnia 1976 Urząd Wojewódzki w Gdańsku, wpisał do rejestru zabytków kościół pod wezwaniem św. Andrzeja Boboli, pod numerem 733. Nowsza część, którą to ówczesny rektor ks. Tadeusz Cabała powołał do życia, to Kościół parafialny wybudowany w latach 1985–1988 według projektu Adama Haupta o powierzchni użytkowej 330 m² wraz z plebanią i domem parafialnym. Od 1 października 1985 roku przy budowie kościoła pracowało dodatkowo 285 filipińczyków.